# Horisme stratata
Horisme stratata är en fjärilsart som beskrevs av Alfred Ernest Wileman 1911. Horisme stratata ingår i släktet Horisme och familjen mätare. Inga underarter finns listade i Catalogue of Life.